# Lucas Defise
Lucas Nsiona Defise (19 oktober 2001) is een Belgisch voetballer die door Union Sint-Gillis wordt uitgeleend aan Helmond Sport.

## Carrière
Defise ondertekende in de zomer van 2021 een tweejarig contract (met optie op een extra jaar) bij Union Sint-Gillis. In januari 2022 leende de club hem voor de rest van het seizoen uit aan de Nederlandse eerstedivisionist Helmond Sport. Op 4 februari 2022 maakte hij er zijn profdebuut: in de competitiewedstrijd tegen Jong PSV (2-0-verlies) kreeg hij een basisplaats van trainer Wil Boessen.

## Clubstatistieken
| Seizoen         | Club              | Land               | Competitie              | Competitie | Competitie | Beker | Beker | Supercup | Supercup | Europees | Europees | Totaal | Totaal |
| Seizoen         | Club              | Land               | Competitie              | Wed.       | Dlp.       | Wed.  | Dlp.  | Wed.     | Dlp.     | Wed.     | Dlp.     | Wed.   | Dlp.   |
| --------------- | ----------------- | ------------------ | ----------------------- | ---------- | ---------- | ----- | ----- | -------- | -------- | -------- | -------- | ------ | ------ |
| 2021/22         | Union Sint-Gillis | Vlag van België    | Jupiler Pro League      | 0          | 0          | 0     | 0     | —        | —        | —        | —        | 0      | 0      |
| 2021/22         | → Helmond Sport   | Vlag van Nederland | Keuken Kampioen Divisie | 1          | 0          | 0     | 0     | —        | —        | —        | —        | 1      | 0      |
| Carrière totaal | Carrière totaal   | Carrière totaal    | Carrière totaal         | 1          | 0          | 0     | 0     | 0        | 0        | 0        | 0        | 1      | 0      |

Bijgewerkt op 7 februari 2022.